# HD 40307
HD 40307 é uma estrela na constelação de Pictor notável por possuir um sistema planetário de seis planetas, um deles na zona habitável. De acordo com sua paralaxe, está a uma distância de aproximadamente 42,2 anos-luz (12,9 parsecs) da Terra. Apesar da relativa proximidade, não pode ser vista a olho nu, dada sua magnitude aparente visual de 7,15. Esta estrela esteve a uma distância mínima de 6,4 anos-luz do Sol 413 mil anos atrás.

## Características
HD 40307 é uma estrela de classe K da sequência principal (anã laranja) com um tipo espectral de K2.5V e temperatura efetiva de 4 956 K. Possui uma massa de 77% da massa solar, raio de 72% do raio solar e está brilhando com 23% da luminosidade solar. Sua metalicidade, a abundância de elementos além de hidrogênio e hélio, é pequena, com uma abundância de ferro de metade da solar, e sua idade é estimada em 4,5 bilhões de anos, a mesma idade do Sol.

## Sistema planetário
Em junho de 2008 foi anunciada a descoberta de três planetas orbitando HD 40307. A descoberta foi feita pelo método da velocidade radial com uso do espectrógrafo HARPS no Observatório La Silla, Chile. Em 2012, uma reanálise independente de dados do HARPS confirmou a existência desses planetas e descobriu outros três planetas no sistema. Todos os planetas no sistema são super-Terras com massa mínima variando entre 3,5 e 9,5 vezes a massa da Terra. Cinco deles orbitam muito perto da estrela, com semieixo maior de 0,05 a 0,25 UA. (Mercúrio, por comparação, orbita o Sol a uma distância média de 0,39 UA.) O sexto planeta orbita a estrela a uma distância de 0,60 UA e está portanto dentro da zona habitável, que para HD 40307 vai de 0,43 até 0,85 UA.
| Planeta | Massa             | Semieixo maior (UA)    | Período orbital (dias) | Excentricidade   |
| ------- | ----------------- | ---------------------- | ---------------------- | ---------------- |
| b       | ≥4,0 +0,8 −0,7 M⊕ | 0,0468 +0,0024 −0,0023 | 4,3123 +0,0011 −0,0012 | 0,20 +0,14 −0,16 |
| c       | ≥6,6 +1,1 −1,0 M⊕ | 0,0799 ± 0,0040        | 9,6184 +0,0050 −0,0049 | 0,06 +0,11 −0,06 |
| d       | ≥9,5 +1,7 −1,5 M⊕ | 0,1321 ± 0,0066        | 20,432 +0,022 −0,024   | 0,07 +0,11 −0,07 |
| e       | ≥3,5 ± 1,4 M⊕     | 0,1886 +0,0083 −0,0104 | 34,62 +0,21 −0,20      | 0,15 +0,13 −0,15 |
| f       | ≥5,2 +1,5 −1,6 M⊕ | 0,247 +0,011 −0,014    | 51,76 +0,50 −0,46      | 0,02 +0,20 −0,02 |
| g       | ≥7,1 ± 2,6 M⊕     | 0,600 +0,034 −0,033    | 197,8 +5,7 −9,0        | 0,29 +0,31 −0,29 |